# Vebensenu
Vebensenu byl staroegyptský princ v době 18. dynastie, jeden ze synů panovníka Amenhotepa II. Pravděpodobně byl starší než jeho nevlastní bratr a králův nástupce Thutmose IV., ale není jisté, kdy zemřel, ani zda měl větší nárok na následnictví než Thutmose. Badatelé nicméně předpokládají, že byl významnou postavou: pravděpodobně jeho jménem byly dedikovány dvě stély Amenhotepovu gízskému chrámu. Protože byly rozbity a poškozeny způsobem, který svědčí o snaze zahladit památku donátora, může (ale nemusí) jít o v Egyptě obvyklý a často doložený projev boje o moc nebo následné odplaty. O jeho bližších okolnostech po smrti Amenhotepa II. ale není možné říci nic bližšího.
Kanopy a vešebty se jménem prince Vebensenua byly nalezeny v hrobce jeho otce v Údolí králů. Někteří badatelé se domnívají, že mu patří také zde nalezené neoznačené tělo mladého chlapce, ale tento závěr nelze považovat za jistý. Samotná tato mumie naznačuje, že její vlastník zemřel ve zhruba 10 letech. Nejistotu zvyšuje mimo jiné i skutečnost, že není jisté, kdy sem byly uvedené artefakty uloženy, protože v době 21. dynastie byla hrobka Amenhotepa II. použita jako jedna ze skrýší královských mumií před vykradači hrobů.